# Stephania palaeosudamericana
Stephania palaeosudamericana es una especie extinta basada en endocarpios, perteneciente a la familia de plantas Menispermaceae y al género existente Stephania. Entre los géneros modernos del clado de Stephania-Cissampelos-Cyclea, el fósil muestra una similitud morfológica más cercana a la de Stephania. Algunos de los caracteres que apoyan esta afinidad incluyen el endocarpio en forma de herradura, la longitud del endocarpio considerablemente menor a 10 mm, una pared delgada del endocarpio (<1 mm), solo una cresta lateral a cada lado del endocarpio, un tubo vascular ventral recto, una extremidad radical larga, costillas del lóculo conspicuas, una muesca ventral recta y la falta de protuberancias en la cámara del lóculo.

## Etimología
El epíteto específico proviene de "palaeo" que significa antiguo y "sudamericana" del continente donde se originan los fósiles.

## Distribución
Stephania palaeosudamericana es conocida desde las localidades del Paleoceno medio-tardío de la Formación Cerrejón desde la mina de carbón Cerrejón, la Cuenca Ranchería, la Península de Guajira y la Formación Bogotá desde la localidad de Cogua, Bogotá, departamento de Cundinamarca.

## Paleoclima y ambiente
Stephania palaeosudamericana vivió en un depósito de llanura de inundación costero, parecido a un entorno lacustre pantanoso.